# Machakos-Protokoll
Das Machakos-Protokoll wurde am 20. Juli 2002 von der Regierung des Sudans und der südsudanesischen Rebellenorganisation SPLA als Rahmenabkommen für weitere Friedensverhandlungen im Sezessionskrieg im Südsudan geschlossen. Es bildet einen Teil des Naivasha-Abkommens. Seinen Namen hat es von der Stadt Machakos in Kenia.
Das Abkommen kam unter Vermittlung der regionalen Organisation IGAD zustande. Insbesondere der kenianische General Lazarus Sumbeiywo spielte bei den Verhandlungen eine tragende Rolle.
Die sudanesische Regierung akzeptierte darin, dem Südsudan Selbstbestimmung in Form eines Referendums über die Unabhängigkeit zu gewähren. Die Regierung hatte bereits 1997 in Vereinbarungen mit Splittergruppen der Rebellen und 1998 in der Verfassung Selbstbestimmung für den Süden in Aussicht gestellt, das Machakos-Protokoll war jedoch ihre bislang stärkste Verpflichtung zu diesem Grundsatz.
Die SPLM akzeptierte im Gegenzug, dass die Schari’a im Nordsudan weiterhin angewendet würde, und gab damit das Ziel auf, den gesamten Sudan zum säkularen Staat zu machen.
Das Machakos-Protokoll bedeutete noch keinen Waffenstillstand. Erst 2005 endete der Krieg im Südsudan.